# Epitelio crevicular
Epitelio crevicular o epitelio de unión es un epitelio simple localizado en la dentición. Es uno de los tres epitelios de la unidad gingival (los otros dos son epitelio del surco y el bucal externo). Se trata de un epitelio estratificado no queratinizado, organizado en columnas de grosor de 20 a 30 células que se adhieren a través de hemidesmosomas y lámina basal sobre la superficie del diente en el fondo o base del surco gingival. Esta unión es conocida comúnmente como adherencia epitelial y es incorrecto el término de 'inserción epitelial'.
- Datos: Q5834933